# 卡斯塔涅拉
卡斯塔涅拉是巴西马托格罗索州的一个市镇。总面积3948.861平方公里，总人口7808人，人口密度2人/平方公里。